# Policy of Truth
Policy of Truth – utwór grupy Depeche Mode. Autorem tekstu jest Martin Lee Gore. Wykonywany przez Davida Gahana, tekst opublikowany w Grabbing Hands w 1990.
Utwór znalazł się na następujących wydaniach:
- album Violator;
- album Remixes 81–04;
- album The Singles (86–98);
- singel Policy of Truth;
- singel In Your Room;
- singel Back Trax;
- singel promo World Violation;
- singel promo Razormaid Mixes;
- singel promo The Singles Sampler CD.

## Twórcy
- David Gahan – wokale główne, sampler
- Martin Gore – syntezator, gitara, sampler, chórki
- Andrew Fletcher – syntezator, gitara basowa, sampler, zarządzanie
- Alan Wilder – syntezator, automat perkusyjny, sampler, chórki